# Wolfgang Milenkovics

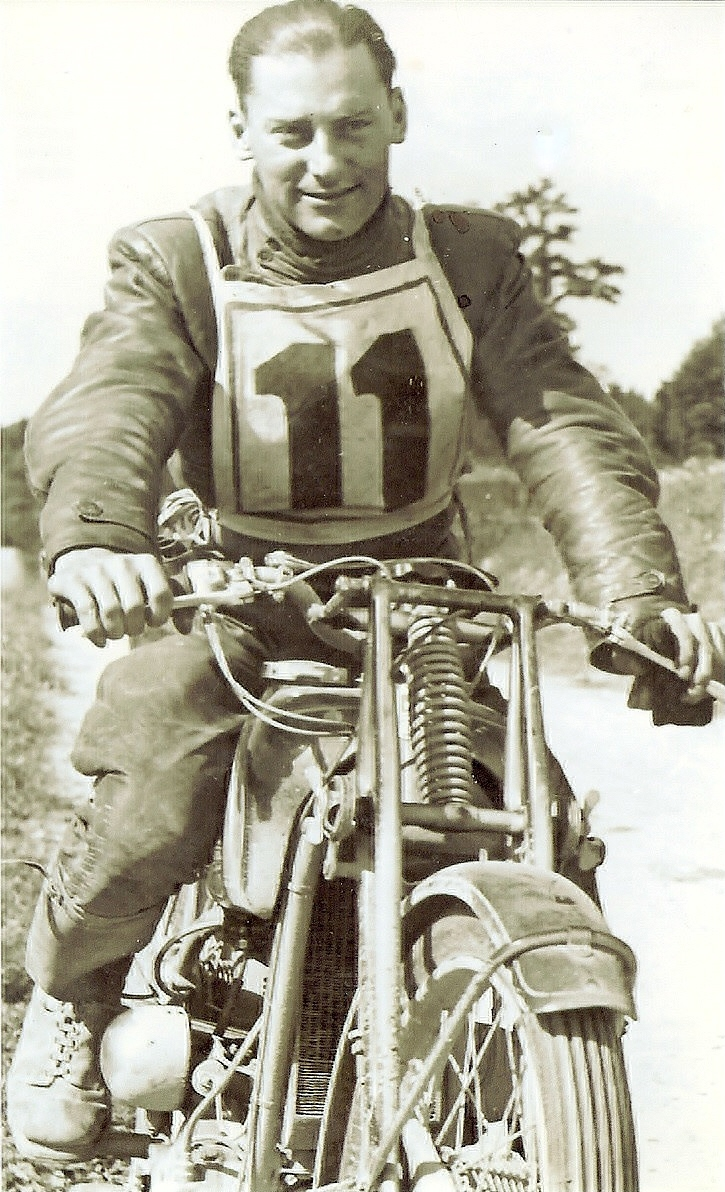
Six Days 1937 Wolfgang Milenkovics

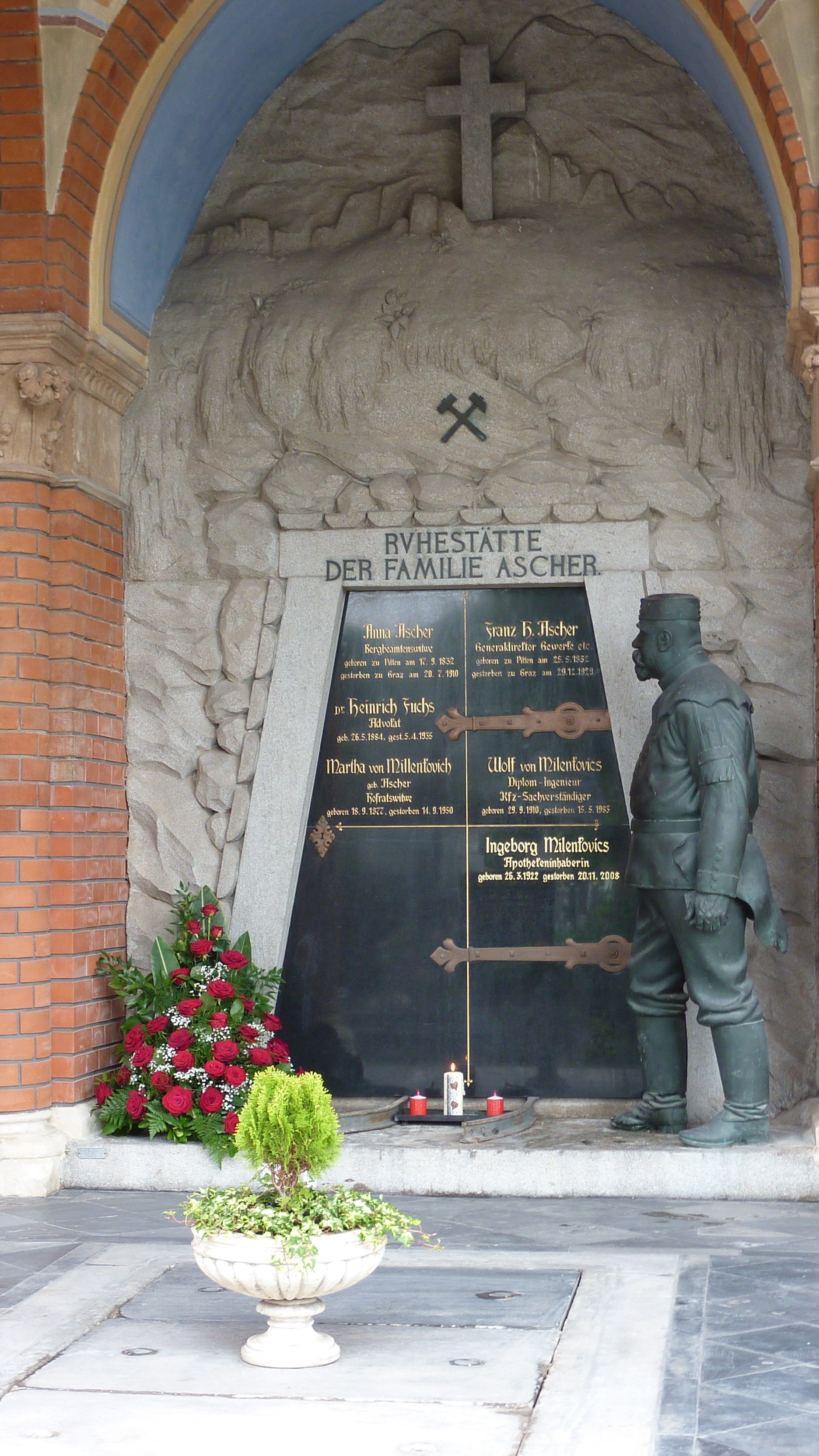
Familiengruft Grazer Zentralfriedhof

Wolfgang Milenkovics (* 29. September 1910 in Wien; † 15. Mai 1983 in Graz) war ein österreichischer Rennfahrer.

## Leben und Beruf
Wolfgang Milenkovics zog nach seiner Geburt mit seiner Mutter nach Graz, wo er von 1916 bis 1921 die Volksschule besuchte, anschließend bis 1928 die Landesoberstufenrealschule bis zur Ablegung der Matura. Im selben Jahr begann er mit dem Maschinenbau-Studium in Graz. 1932 unterbrach Wolfgang Milenkovics sein Studium, als seine Familie ihr Vermögen verloren hatte. Er arbeitete als Einfahrer (Testfahrer) bei Puch für den damaligen Chefkonstrukteur Ing. Karl Jenschke. Weiters fungierte er von 1932 bis 1941 als Gewerkschaftsdirektor bei der Österreichischen Magnesitindustrie und Kohlegewerkschaft. 1940 setzte er sein Studium fort, das er 1942 als Diplomingenieur abschloss. Bis 1945 war er als Forschungsingenieur tätig. 
1949 legte er die Meisterprüfung für das Kraftfahrzeugmechaniker-Handwerk ab und war anschließend bei der Firma Kolbenkraus als Geschäftsführer tätig. 1953 wurde er zum Gerichtlich beeideten Sachverständigen für das Kraftfahrwesen bestellt. 1953 bis 1963 wechselte Wolfgang Milenkovics als Sekretär zum STAMK. In dieser Funktion trug er die Verantwortung für den Ausbau der Landesstelle -Technischer Prüfdienst- Graz Eggenberg und schuf die Straßenwacht (gelbe Puch 500er).

## Motorsport
Ab 1933 widmete er sich seiner großen Leidenschaft, dem Motorsport, wobei er in den folgenden Jahren in mehr als 80 Rennen an den Start ging. 1936 und 1937 erhielt Wolfgang Milenkovics das Goldene Sportehrenzeichen des STAMK und 1939 und 1940 das Deutsche Motorsportabzeichen Erster Stufe. Milenkovics spielte in den dreißiger Jahren des 20. Jahrhunderts eine führende Rolle im österreichischen Motorsport, aber auch außerhalb Österreichs erzielte er beachtliche Erfolge. Seine Karriere begann 1933 auf einer 250-cm³-Puch. Mit nur wenigen Ausnahmen (DKW und Horex) fuhr er bis 1955 viele Siege für die Marke Puch heraus und war – so scheint es – auf den Gewinn von Goldmedaillen abonniert. Er nahm sechsmal an den Six Days und einmal an der schottischen Sechstagefahrt teil und errang dabei zwei Goldmedaillen. Die Jahre von 1945 bis 1947 waren von Krankheit und Gefangenschaft gezeichnet. Im Jahr 1948 nahm Milenkovics am legendären 14. Riesrennen in Graz mit seiner 1937 Adler Rennlimousine teil, die bereits in Le Mans erfolgreich am Start war, unter den Rennfahrern Fritz Huschke von Hanstein und Anne Itier. Mit der Nummer 99 errang Milenkovics vor 50.000 Zuschauer den Sieg in der Klasse Sportwagen über 1100 cm³.
Von all seinen Trophäen, die er bei seinen rund 80 Starts auf verschiedenen Motorrädern erhielt, war Milenkovics auf seine Goldmedaille, die er bei den internationalen Six Days 1949 in England errang, am stolzesten. Als einziger Österreicher war er damals als Privatfahrer am Start. Seine Puch 250TF, die mit Unterstützung des Werks vorbereitet worden war, ist noch in der Kiste verpackt per Bahn nach England verfrachtet worden.
1963 zwang ein schwerer Verkehrsunfall Wolfgang Milenkovics vorzeitig in den Ruhestand.
Wolfgang von Milenkovics ruht in der Familiengruft am Grazer Zentralfriedhof in den Arkaden.

## Rennfahrerjahre 1933 bis 1955

### 1933
- Kreuz und quer d. Steiermark, Sieger

### 1934
- Wertungsfahrt des St. A. C., Sieger

### 1935
- Skikjöring Lassnitzhöhe, Zweiter
- Skikjöring Maria Trost, Dritter
- Skikjöring Mureck, Erster
- Quer durch Obersteiermark, Sieger
- Berglandfahrt, Sieger
- Bergprüfung Hartberg, Sieger
- Geländefahrt Judenburg, Sieger

### 1936
- Alpenseenfahrt, Sieger
- Berglandfahrt Sieger
- Bergprüfung Hartberg, Dritter
- Loiblpassrennen Jugoslawien, Erster
- Bodensee – Balaton, Sieger
- 6-Tagefahrt Deutschland, Sieger
- Geländefahrt Geisttal, Sieger

### 1937
- Skikjöring St. Marein, Erster
- Qualitätsfahrt Wien, Erster
- Drei-Bundesländerfahrt, Sieger
- Große Tourenfahrt C.S.R, Sieger
- Bergprüfung Pötschenpass, Sieger
- Six Days England, Angekommen
- Pachernbergrennen Jugoslawien, Zweiter
- Straßenrundrennen Marburg, Zweiter
- Bergprüfung Pöllau, Sieger
- Loiblpassrennen Jugoslawien, Zweiter
- Thernerbergrennen, Zweiter
- Balaton – Bodensee, Angekommen
- Bergprüfung Präbichlpass, Sieger
- Geländefahrt Knittelfeld, Sieger
- Motorradkämpfe Graz, Sieger

### 1938
- Skikjöring St. Marein, Erster
- Pötschenbergrennen, Erster
- Berglandfahrt der Ostmark, Sieger

### 1948
- XIV. Riesrennen Graz, Sieger

### 1949
- Six Days England, Sieger

### 1955
- 10-Pässefahrt, Sieger
- Landesprüfungsfahrt ARBÖ, Sieger
- Präbichlrennen, Vierter
- Oststeirische Hügellandfahrt, Sieger

## Ehrungen
Milenkovics erhielt im Jahr 1951 das Ehrenzeichen in Silber und 1954 das Goldene Sportabzeichen des ADAC, dem er ebenfalls als Mitglied angehörte.
1956 erhielt er das Motorsport-Leistungsabzeichen in Gold mit Brillanten des Steiermärkischen Automobil- und Motorensportclubs. In dieser Zeit war er ständig als Organisator, Sportkommissär, Zeitnehmer und Funktionär bei vielen Rennen tätig.